# ハリー・グラス
ハリー・グラス（Harry Glaß、1930年10月11日 - 1997年12月14日）はドイツクリンゲンタール出身の元スキージャンプ選手。1950年代後半にドイツ民主共和国(東ドイツ)代表として活躍し、ドイツ人として初めてオリンピックでノルディックスキーのメダルを獲得した。1970年代に活躍したヘンリー・グラスとは血縁ではない。

## プロフィール
グラスはもともと鉱山で働いていた。1950年からウラン鉱山で働いており、1952年からスキージャンプを本格的に始めた。
その素質は素晴らしく、1953年には早くも東ドイツのナショナルチームに加わった。
1954年のノルディックスキー世界選手権に初出場するも69人中64位に終わる。
1956年、ドイツ人民警察の職員となり、コルティナダンペッツォオリンピックで銅メダルを獲得した。
1958年の世界選手権（フィンランド、ラハティ）では自己最高4位に入賞、また東ドイツ選手権で1954年、1955年、1956年と1958年の4回優勝を果たしている。
1960年のジャンプ週間、インスブルックで転倒し大怪我を負う。1年後に復帰したが以前のようなジャンプは出来ずに引退、1962年から1980年までコーチを務めた。
1982年にグラスは心臓発作を患った。1997年没。

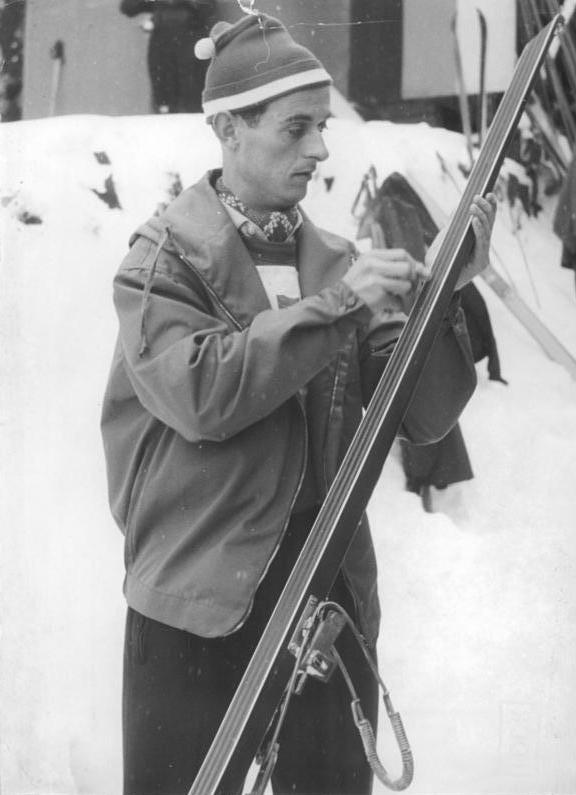
Harry Glaß in Altenberg (1956)
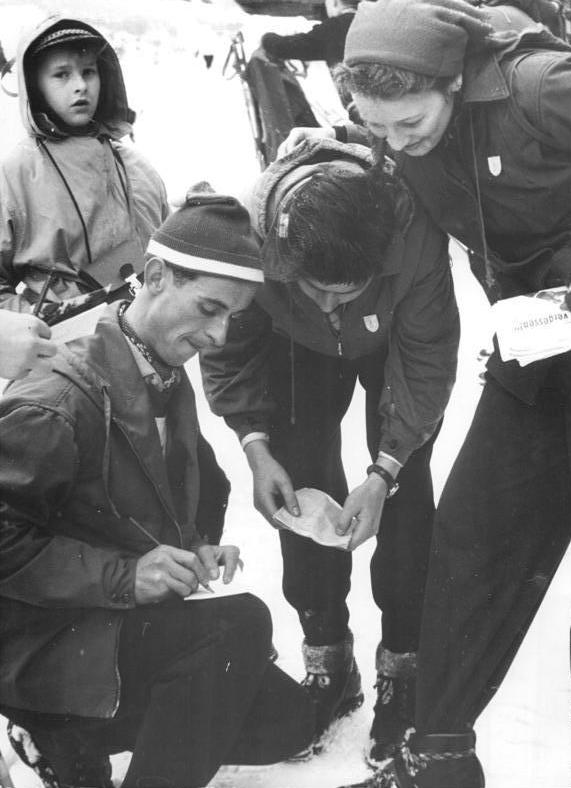
Harry Glaß in Altenberg (1956)
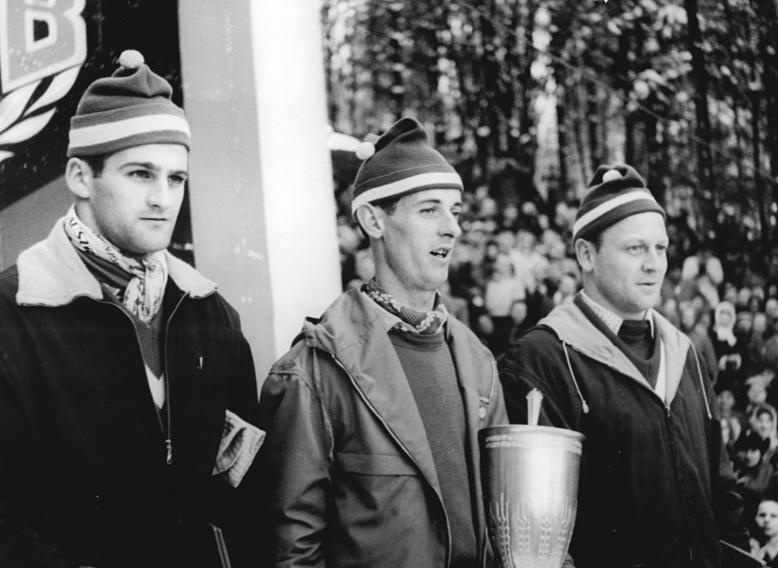
v.l.: Helmut Recknagel, Harry Glaß und Werner Lesser in Altenberg (1956)